# Museum des Kapitalismus

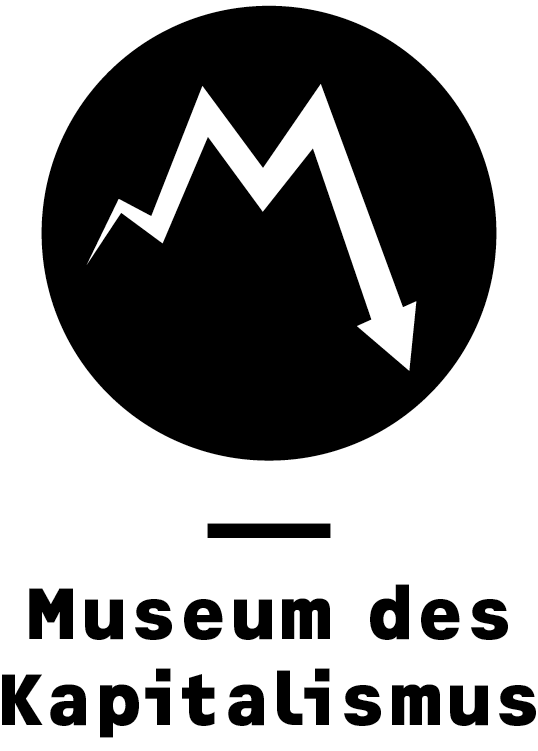
Das Logo des Museums des Kapitalismus

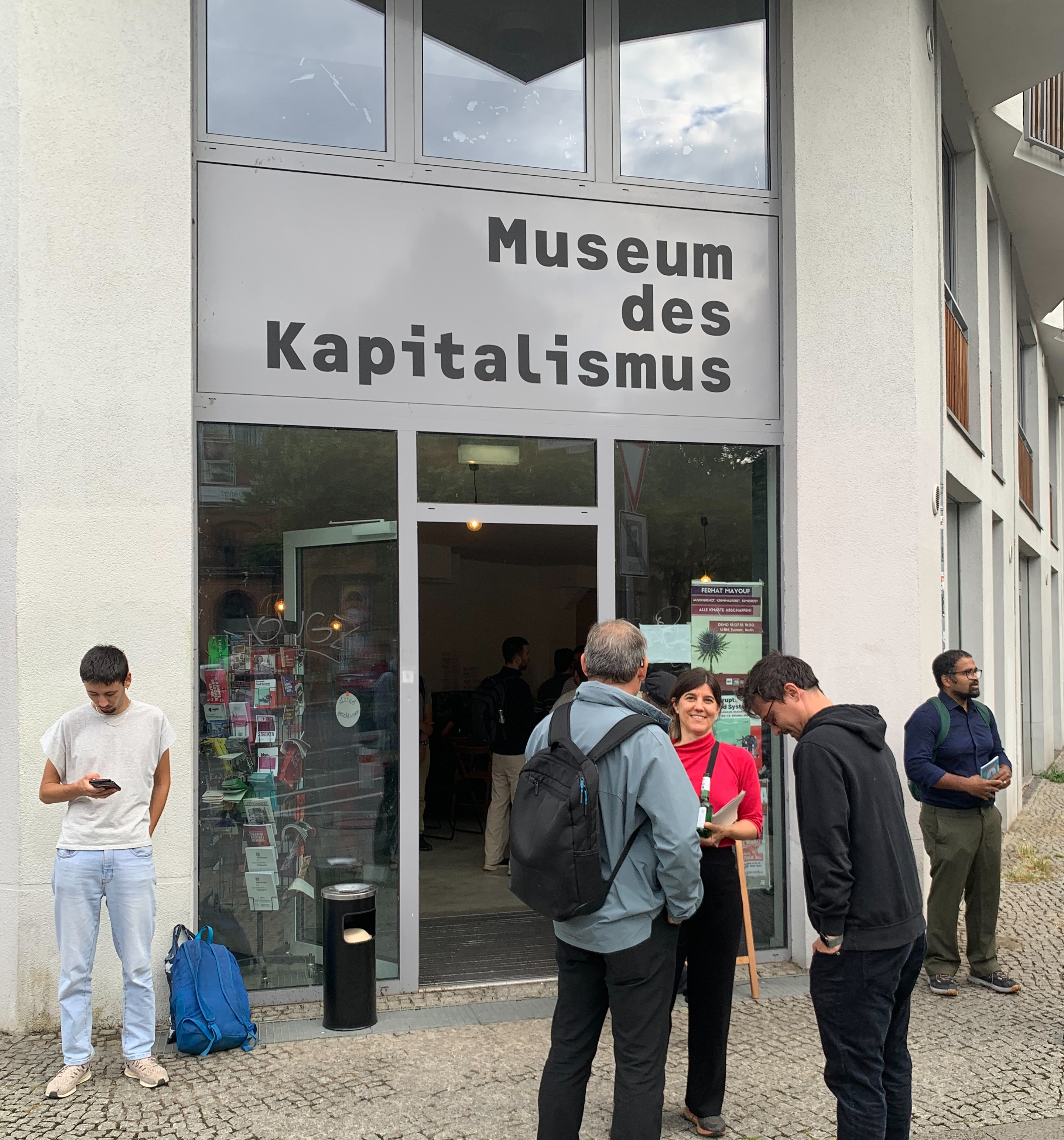
Museum des Kapitalismus, in der Köpenicker Straße 172

Das Museum des Kapitalismus ist ein Museum in der Köpenicker Straße 172 in Berlin-Kreuzberg, das sich mit Aspekten des Kapitalismus beschäftigt.

## Geschichte
Die erste Ausstellung wurde am 27. Juni 2014 eröffnet. Eine zweite Ausstellung fand von Juli bis November 2015 statt. 2017 stellte das Museum für eine Woche in Hamburg-St. Pauli aus. Am 23. Februar 2018 eröffnete das Museum seine erste permanente Ausstellung in Berlin-Kreuzberg. Das Museum wird vom Verein Bildung und Partizipation e.V. betrieben, der von der Berliner Landeszentrale für politische Bildung gefördert wird.

## Inhalte
Das Museum versucht in seiner Ausstellung den Kapitalismus zu erklären. Fünf Ausstellungsräume befassen sich mit Bedürfnissen und Ausgrenzungen, Mechanismen, Krisen, Kolonialismus und dem Jenseits des Kapitalismus. Dabei versucht das Museum einen offenen Raum zu etablieren, der für alle Menschen zugänglich ist. Auch sollen mittels interaktiver Exponate die Inhalte einfach verständlich und dadurch für alle Menschen zugänglich sein.